# Karpatenklokje
Het Karpatenklokje of Karpatisch klokje (Campanula carpatica) is een plant uit de klokjesfamilie (Campanulaceae). De soort komt, zoals de botanische naam al suggereert, van nature voor in de Karpaten. In België en Nederland komt de plant ook verwilderd voor: af en toe worden er ontsnapte exemplaren waargenomen.

## Botanische beschrijving
De soort draagt blauwe, witte of violette bloemen, waarbij zelfbestuiving kan optreden. De bloeiperiode loopt van juli tot september. Ze groeit op voedselarme, licht basische, luchtig grond met een goede waterafvoer en voldoende vocht.
De bladeren zijn behaard.
Bestuiving vindt plaats door bijen, vliegen, vlinders en kevers.
Enkele cultivars en variëteit:
- Campanula carpatica 'Alba'
- Campanula carpatica 'Blaue Clips'
- Campanula carpatica 'Pearl White'
- Campanula carpatica 'Wedgewood White'
- Campanula carpatica 'White Clips' = Campanula carpatica 'Weisse Clips'
- Campanula carpatica var. turbinata

## Toepassingen
Zowel de bladeren als de bloemen kunnen zowel rauw als gekookt gegeten worden.